# Can Gispert
Can Gispert és una obra de Massanes (Selva) inclosa a l'Inventari del Patrimoni Arquitectònic de Catalunya.

## Descripció
Edifici aïllat situat molt a prop del polígon industrial de Can Tià Camps.
De planta rectangular té un primer pis i golfes a la part central. La coberta és una teulada a doble vessant, i a diferents nivells, amb una falsa cornisa catalana. Al costat dret hi ha algunes edificacions annexes prefabricades, que es fan servir com a menjador.
La porta principal i la finestra lateral són quadrangulars amb llinda, brancals i ampit de pedra.
Al primer pis les finestres són quadrangulars i amb ampits de pedra.
A les golfes hi ha dues finestres balconeres.

## Història
En l'actualitat s'està arrenjant la façana i s'hi estan pintant alguns motius florals.